# Calozenillia jilinensis
Calozenillia jilinensis là một loài ruồi trong họ Tachinidae.